# 家法 (電影)
《家法》，是1979年2月22日首影的香港電影、港產片，由鄧光榮自編劇自導演的電影，內容屬故事片、動作片、愛情片綜合。在1979年的香港票房，《家法》位列第14位，當年收入2,400,299港元。

## 劇情
富豪洪天蹤，年齡60，育有四名兒子，長子是洪英，父親有意將家業交予繼承，特在祖先牌前定下家法，要四子遵守，以和為貴，同心協力，振興世襲家業。在洪天蹤大壽筵席間，對頭人顧雄武不速來客，重提恩怨舊仇恨。

## 演員
- 任達華
- 鄧光榮
- 羅文，客串
- 梁小玲

## 外部連結
- 香港影庫上《家法》的資料（繁體中文）
- 时光网上《家法》的資料（简体中文）
- 豆瓣电影上《家法》的資料 （简体中文）
- 互联网电影数据库（IMDb）上《家法》的资料（英文）